# Tipula (Yamatotipula) cognata
Tipula (Yamatotipula) cognata is een tweevleugelige uit de familie langpootmuggen (Tipulidae). De soort komt voor in het Nearctisch gebied.